# アイ・ウィル・フォロー
アイ・ウィル・フォロー（I Will Follow）は、U2のシングル。U2のシングルとして初めてチャート入りした。

## 概説
これまで1980年（アイルランド、UK、オーストラリア、ニュージーランド限定）、1981年（US、カナダ限定）、1982年（オランダ限定）、1983年、11年の計5回シングルカットされている。エッジはこの曲を大変気に入っており、なぜ1980年当時ヒットしなかったのか不思議で仕方ががないのだという。

14歳の時に亡くなった母アイリス・ヒューソンに触発され、ボノがBoyのレコーディングに入る三週間前に書いた曲。母親の子供に対する無条件の愛がテーマで、ボノは母親の立場から歌っている。ボノはイメージどおりのサウンドを生み出すために、エッジからギターを取り上げて、自ら弾いたのだという。
暗闇から生まれた曲だ。最高のポップミュージックには二重性がある。一つの曲の中に二つのアイデアがあり、それぞれ違う方向を向いていれば、普通ではないパワーを得られるんだ。I Will Followには二つの怒りがある。本物の怒りと胸が痛いほどの切望だ。（ボノ）　
ギターリフはMagazineの「Because You're Frightened」との類似が指摘されている。
スティーブ・リリーホワイトがグロッケンシュピールを弾いている。

## 収録曲
オリジナル盤
1. I Will Follow
2. Out of Control (Live)

- チャート：USメインストリーム20位（81位）

アメリカでは「Boy」同様ジャケットが児童性愛を思わせるということで、これも変更された。この他ニュージランド盤がある。
I Will Follow (Live) （1982）（オランダ・西ドイツ盤）
1. I Will Follow (Live from Hattem, May 14, 1982)
2. Gloria

- チャート：オランダ12位（82年）

1982年5月14日にオランダのハッテムのT’Heemでやったライブヴァージョン。このライブはテレビ中継されて人気を博したので、その人気を商業的成功に結び付けるべく、シングルカットされた。
I Will Follow (Live) （1983）（US限定シングル）
1. I Will Follow (Live from West Germany August 20, 1983)
2. Two Hearts Beat As One (Import Mix)

- チャート：US81位（83位）

『Under a Blood Red Sky』に収録されているものと同じヴァージョン。『Under a Blood Red Sky』の販促のためにリリースされたが、MTVでは「Sunday Bloody Sundy」の映像ばかりが流された。
I Will Follow (Live from Glastonbury）
- チャート：UK78位

2011年6月25日のグラストンベリーのパフォーマンスで、デジタル限定リリース。その収益はOxfam、WaterAid、the Greenpeace Environmental Trustに寄付された。

## PV
- 監督：メイアート・エイヴィス
- ロケ地：ダブリン
- 撮影日：1980年10月
- リリース日：1980年10月

U2初のPV。監督はアイルランド人のメイアート・エイヴィス。その後彼は「Gloria」「A Celebration」「New Year's Day」「Two Hearts Beat as One」「The Unforgettable Fire」「With or Without You」「Where the Streets Have No Name」「All I Want Is You」「In A Lifetime（with Clannad）」と 80年代の主要なU2のPVを監督。その他ブルース・スプリングスティーン、パティ・スミス、ボブ・ディランのPVを手がけるなど売れっ子監督になった。
（U2のメンバーは）当時からビデオには興味津々で、僕が編集しているとき、よく一緒にたむろしていたな。当時のU２はまだまだ世間が今思うような世界最高のロックバンドじゃなくて、自分たちの生の音がちゃんと良い音で録音されるようにと思っているパンクバンドに過ぎなかった。（メイアート・エイヴィス）

## アウトアピアランス
- The Last American Virgin（1982）- 最初のカウントが省略されていないI Will Follow (Different Mix)が収録されている。またバンド名の表記が「U-2」になっている。U2の曲が初めて収録されたサントラ。
- One and Only: 25 Years of Radio 1 (1992) - BBC Radio 1開設25周年記念コンピ。U2は1980年9月18日にMike Read’s BBC showという番組でやったI Will Followを提供している。その際、The Electric Co.、An Cat Dubh、Into the Heartも演奏されている。

- The Rolling Stone Collection: 25 Years of Essential Rock (1993) -  ローリングストーン誌がTime- Lifeというタイム誌のレコードレーベルと組んでリリースしたコンピ。1977 – 1982 collectionにI Will Followが、1982 – 1986 collectionにPride (In the Name of Love)が収録されている。

## 評価
- 1984年U2マガジン12月号あなたの一番好きな曲ファン投票第5位[4]
- 1989年ラジオヴェロニカ（オランダ）が選ぶオールタイムベスト500第108位[5]
- 2004年レコードコレクターが選ぶ最も価値のあるアルバム100（1000ポンド）[6]